# 8240 Матісс
8240 Матісс (8240 Matisse) — астероїд головного поясу, відкритий 29 вересня 1973 року.
Тіссеранів параметр щодо Юпітера — 3,470.